# Auguste-Georges-Charles Cartault
 Auguste-Georges-Charles Cartault, nacido en París el 24 de abril de 1847 y muerto en esta misma ciudad el 12 de enero de 1922}, fue un filólogo francés.

## Biografía
Comenzó sus estudios en el Liceo Louis-le-Grand, entró en 1866 en la École Normale Supérieure, fue catedrático de Letras en 1869. Nombrado alumno de la École française d'Athènes formó parte de la 22 promoción. Del 6 de octubre de 1870 al 30 de mayo de 1871, fue subprefecto del distrito del Departamentos de Francia departamento de Murat, en Cantal. A continuación fue catedrático de retórica en el liceo de Amiens, en el de  liceo de Versalles y en el Lycée Charlemagne. 
En 1881, presentó dos tesis. Una sobre el Trière athénienne, étude d’archéologie navale y una tesis latina De Causa Harpalica y alcanzó el doctorado. Fue entonces nombrado maestro de conferencias en la École Normale Supérieure. Sucedió a Eugène Benoist, tras su muerte, de diciembre de 1887 a noviembre de 1919, como catedrático de poesía latina en la Facultad de Letras de París, convirtiéndose en el quinto titular.

## Obras
Cartault colaboró en la Revue littéraire et politique, en La revue internationale de l’enseignement, en la Gazette archéologique y en la Revue de philologie.
Publicó importantes estudios arqueológicos: 
- Collection Camille Lécuyer, terres-cuites trouvées en Grèce dans l’Asie-Mineure en 2 volúmenes (1882-1885) con grabados e ilustraciones.
- Sur l’authenticité des groupes en terre cuite de l’Asie-Mineure (1887)
- Vases grecs en forme de personnages groupés (1889) con 2 grabados
- Terres cuites grecques, photographiées d’après les originaux des collections privées de France et des musées d’Athènes (1891), con 2 fototipias.

- Esta obra contiene una traducción  derivada de «Auguste-Georges-Charles Cartault» de Wikipedia en francés, concretamente de esta versión, publicada por sus editores bajo la Licencia de documentación libre de GNU y la Licencia Creative Commons Atribución-CompartirIgual 4.0 Internacional.

- Datos: Q2870987
- Multimedia: Augustin Cartault / Q2870987